# Гигантска водна въшка
Гигантските водни въшки (Leptodora kindtii) са вид хрилоноги от семейство Leptodoridae.
Таксонът е описан за пръв път от Густав Волдемар Фоке през 1844 година.